# Latcho Drom
Latcho Drom es una película documental francesa de 1993 dirigida por Tony Gatlif. El documental sigue, principalmente a través de la música y la danza, al pueblo gitano desde sus orígenes en el noroeste de India hasta España.

## Recepción
El documental fue ganador en la sección Un Certain Regard del Festival de Cannes de 1993. Los críticos de la página web Rotten Tomatoes le dieron una valoración del 80 %, mientras que la valoración de la audiencia fue de un 92 %.